# Ima Robot
Ima Robot, soms geschreven als IMA Robot, is een indierockband uit Los Angeles, Verenigde Staten. De groep werd in het begin van de jaren 90 geformeerd, maar kwam pas na het jaar 2000 echt tot bloei, toen ze onder contract kwamen te staan van Virgin Records (in 2003). De singles Creeps me out (over de stalkers van frontman Alex Ebert), Lovers in Captivity en Ruthless gaven de groep nationale en -voornamelijk door internet- enige internationale bekendheid.
Ima Robot heeft 3 albums uitgebracht, en daarnaast nog diverse kleinere ep's en lp's. De groep traden met onder meer The Sounds, Hoobastank en Hot Hot Heat op. In 2003 stond de band op Pukkelpop. De groep heeft het label Virgin Records inmiddels verlaten en staat nu onder contract bij het Werewolf Heart label.

## Bezetting
De huidige bezetting van Ima Robot bestaat uit:
- Alex Ebert "Edward Sharpe" - zang
- Timmy "The Terror" Anderson - gitaar, elektrische gitaar
- Filip Nikolic "Turbotito" - basgitaar
- Scott Devours - drums
- Andy Marlow - gitaar en keyboard

In het verleden maakte onder meer ook de Deen Lars Vognstrup deel van de band uit, van Lars and the Hands of Light. Vognstrup kende Nikolic nog van de eveneens Deense groep Junior Senior, waar ze beide een korte tijd in speelden. Ook Joey Waronker (R.E.M., Smashing Pumpkins, Beck) speelde enige tijd voor Ima Robot.

## Discografie

### Albums
- Ima Robot (16 september 2003)
- Monument to the Masses (12 september 2006)
- Another Man's Treasure (2010, als lp)